# The Association of Professional Schools of International Affairs
The Association of Professional Schools of International Affairs (APSIA) är ett nätverk som arbetar för en förbättrad utbildning inom internationella relationer och därmed för ett utvecklat internationellt samförstånd och välstånd. Fler än 60 ledande internationella lärosäten (till exempel Harvard, Columbia, Yale, Princeton och Georgetown) ingår. Handelshögskolan i Stockholm är den enda nordiska medlemmen.